# Ophiomyia delecta
Ophiomyia delecta este o specie de muște din genul Ophiomyia, familia Agromyzidae, descrisă de Spencer în anul 1981.
Este endemică în California. Conform Catalogue of Life specia Ophiomyia delecta nu are subspecii cunoscute.